# リストラ教育
リストラ教育（リストラきょういく）とは、企業が従業員を解雇したい際、企業内教育の名目の元に従業員が自ら進んで辞職するような研修を行うことをいう。なお、人権無視な手法が取り入れられパワーハラスメント（モラルハラスメント）に相当するため、現在は正式には行われていない。
これは、主にバブル崩壊後に企業をリストラする一環で、従業員の余剰が問題になった際に行われた。通常、企業側は従業員を、法的あるいは社会的な問題行為を行った場合以外は、その本人の意思に反して強制的に解雇することは難しく、また本人も継続雇用を希望するため慣習上解雇は容易にはできなかった。解雇を強要するにあたり、従業員の資質に合わない部署への無理な配置転換や日勤教育なども行われたが、リストラ教育もまた過激な内容であった。
精神的リストラ教育
精神的リストラ教育は、主に従業員にやっても意味の無いこと、従業員を打ちのめすものでしかないことを繰り返しさせる。研修期間と称して賃金を下げる、あるいは勤務時間の減少から実質的に賃金が下がり、本人の会社人としての意識を減退させ解雇（退職強要）することを前提にする教育の名前を借りた強要である。
肉体的リストラ教育
肉体的リストラ教育は、精神的リストラ教育に加えてさらに本人の資質に合わない肉体労働を強制したり、あるいは暴力行為によって本人の会社人としての意識を減退させる、解雇（退職強要）することを前提にした、教育の名前を借りた嫌がらせである。

## 対処法
退職強要（たいしょくきょうよう）は使用者から労働者に契約解除を労働者の意思に反して強いる働きかけであり、労働慣習や法律には規定されていない非合法な行為である。民法第709条による不法行為となり、損害賠償の対象となる。
対処法としては、近くの法務局に相談するほか弁護士などを通じて会社と相談したり、公的な労働情報相談センターとの相談がある。一番は事実関係を明確に記録し、泣き寝入りを防ぐため、できるかぎり文書・録音・録画等の証拠を確保することである。興信所等には、これらの証拠収集を専門的に行える探偵などもいる。